# Bonnie Bedelia
Bonnie Bedelia Culkin (New York, 25 marzo 1948) è un'attrice statunitense.

## Biografia
Figlia di Marian Ethel Culkin (nata Wagner, morta quando Bonnie aveva 14 anni), scrittrice ed editrice, e Philip Harley Culkin, giornalista, è sorella dell'attore Kit Culkin e zia di Macaulay, Kieran, Dakota (morta nel 2008 a 29 anni, investita da un'auto mentre era ubriaca), Rory, Shane, Christian e Quinn.
Fa il suo esordio nel mondo dello spettacolo nel 1958, con l'adattamento di George Balanchine dello Schiaccianoci, dove interpreta Clara. Continua la sua carriera in televisione, dove fra il 1961 e il 1967 appare nella famosa soap opera della CBS Love of Life, nel ruolo di Sandy Porter. Fa il suo debutto sulla scena teatrale a Broadway, affiancando Patty Duke nello spettacolo Isle of Children (1962), vincendo poi il Theatre World Award nel 1966.
Dopo una partecipazione all'episodio The Unwanted della serie televisiva Bonanza, nel 1969 fa il suo esordio cinematografico quando il regista Sydney Pollack le offre un ruolo di secondo piano nel suo capolavoro Non si uccidono così anche i cavalli?. L'attrice  ottiene una candidatura al Golden Globe nel 1983 per il film Il cuore come una ruota, dove interpreta una campionessa automobilistica alla guida di una Shirley Muldowney.
Tra la fine degli anni 80 e l'inizio dei 90, interpreta il ruolo di Holly Gennaro McClane, la moglie di John McClane, il protagonista della serie Die Hard, interpretato da Bruce Willis, nei primi due film della saga, Trappola di cristallo (1988) e 58 minuti per morire - Die Harder (1990), nonché l'ambigua moglie dell'avvocato procuratore impersonato da Harrison Ford in Presunto innocente (1990) di Alan J. Pakula. Bedelia è protagonista inoltre in due adattamenti di romanzi di Stephen King: uno per la televisione, Le notti di Salem (1979), e l'altro per il cinema, Cose preziose (1993).
Lavora con Sidney Lumet nel film Gloria (1999), remake con Sharon Stone del celebre film di John Cassavetes. Nel 2000 è protagonista con Delta Burke del film indipendente Sordid Lives, diretto da Del Shore. In seguito è nel cast della fortunata serie televisiva Parenthood, dove ha il ruolo di Camille Braverman.

## Vita privata
Dal 1969 al 1980 è stata sposata con lo sceneggiatore Ken Luber, da cui ha avuto due figli, Uri (1970) e Jonah (1976). Dopo un secondo divorzio dall'attore James Telfer, nel 1995 ha sposato l'attore Michael MacRae.

## Filmografia parziale

### Cinema
- I temerari (The Gypsy Moths), regia di John Frankenheimer (1969)
- Non si uccidono così anche i cavalli? (They Shoot Horses, Don't They?), regia di Sydney Pollack (1969)
- Amanti ed altri estranei (Lovers and Other Strangers), regia di Cy Howard (1970)
- Moses Wine detective (The Big Fix), regia di Jeremy Kagan (1978)
- Il cuore come una ruota (Heart Like a Wheel), regia di Jonathan Kaplan (1983)
- L'angelo e il diavolo (Death of an Angel), regia di Petru Popescu (1985)
- Le violette sono blu (Violets Are Blue), regia di Jack Fisk (1986)
- Il ragazzo che sapeva volare (The Boy Who Could Fly), regia di Nick Castle (1986)
- Tale padre tale figlio (Like Father, Like Son), regia di Rod Daniel (1987)
- Il principe di Pennsylvania (The Prince of Pennsylvania), regia di Ron Nyswaner (1988)
- Trappola di cristallo (Die Hard), regia di John McTiernan (1988)
- L'ombra di mille soli (Fat Man and Little Boy), regia di Roland Joffé (1989)
- 58 minuti per morire - Die Harder (Die Harder), regia di Renny Harlin (1990)
- Presunto innocente (Presumed Innocent), regia di Alan J. Pakula (1990)
- Cose preziose (Needful Things), regia di Fraser Clarke Heston (1993)
- Ciao Julia, sono Kevin (Speechless), regia di Ron Underwood (1994)
- Judicial Consent, regia di William Bindley (1994)
- Gloria, regia di Sidney Lumet (1999)
- La mia adorabile nemica (Anywhere But Here), regia di Wayne Wang (1999)
- Sordid Lives, regia di Del Shores (2000)
- Manhood, regia di Bobby Roth (2003)
- Berkeley, regia di Bobby Roth (2005)
- Munchausen, regia di Ari Aster - cortometraggio (2013)
- Il diario segreto di Noel (The Noel Diary), regia di Charles Shyer (2022)
- The Hill, regia di Jeff Celentano (2023)

### Televisione
- Assistente sociale (East Side/West Side) – serie TV, episodio 1x14 (1964)
- Ai confini dell'Arizona (The High Chaparral) – serie TV, episodio 2x09 (1968)
- Bonanza – serie TV, episodi 10x27-14x01-14x02 (1969-1972)
- Messaggio a mia figlia (Message to My Daughter), regia di Robert Michael Lewis – film TV (1973)
- Le notti di Salem (Salem's Lot), regia di Tobe Hooper – miniserie TV (1979)
- Il prezzo della verità (A Mother's Right: The Elizabeth Morgan Story), regia di Linda Otto - film TV (1992)
- Any Mother's Son, regia di David Burton Morris – film TV (1997)
- The Division – serie TV, 58 episodi (2001-2004)
- CSI - Scena del crimine (CSI: Crime Scene Investigation) – serie TV, episodio 8x12 (2008)
- Sordid Lives: The Series – serie TV, 11 episodi (2008)
- Parenthood – serie TV, 103 episodi (2010-2015)
- Designated Survivor – serie TV, 5 episodi (2017)
- Panic – serie TV (2021)

## Doppiatrici italiane
Nelle versioni in italiano delle opere in cui ha recitato, Bonnie Bedelia è stata doppiata da:
- Roberta Greganti in 58 minuti per morire - Die Harder, Ciao Julia, sono Kevin
- Anna Rita Pasanisi in Le violette sono blu, Parenthood
- Lorenza Biella in I temerari, Il ragazzo che sapeva volare
- Susanna Javicoli in Trappola di cristallo
- Rossella Izzo in L'ombra di mille soli
- Emanuela Rossi in Presunto innocente
- Aurora Cancian in Cose preziose
- Franca D'Amato in Gloria
- Stefanella Marrama in Il diario segreto di Noel
- Angiola Baggi in CSI - Scena del crimine
- Melina Martello in What/If